# Herochroma hemiticheres
Herochroma hemiticheres là một loài bướm đêm trong họ Geometridae.